# Astacoidea
Astacoidea  (лат.) — надсемейство пресноводных десятиногих ракообразных (Decapoda).

## Описание
Внешне сходны с омарами. Мясо многих представителей используют в пищевой промышленности. Некоторые виды этого надсемейства выступают в качестве объектов промышленного разведения в аквакультуре. К их числу относятся широкопалый речной рак (Astacus astacus) и флоридский синий рак (Procambarus alleni). Раздел карцинологии, изучающий речных раков, — астакология (англ. аstacology).

## Таксономия
Надсемейство представлено тремя семействами и одним вымершим:
- Astacidae Latreille, 1802
- Cambaridae Hobbs, 1942
- Cambaroididae Villalobos, 1955
- † Cricoidoscelosidae Taylor, Schram & Shen, 1999